# Liste der Kulturdenkmale in Waltersleben
Die Liste der Kulturdenkmale in Waltersleben enthält die Kulturdenkmale des Ortsteils Waltersleben der thüringischen Landeshauptstadt Erfurt, die vom Thüringischen Landesamt für Denkmalpflege und Archäologie als Bau- und Kunstdenkmale auf dem Gebiet der Stadt mit Stand vom 20. März 2014 erfasst wurden.

## Legende
- Bild: zeigt ein Bild des Kulturdenkmals und gegebenenfalls einen Link zu weiteren Fotos des Kulturdenkmals im Medienarchiv Wikimedia Commons
- Bezeichnung: Name, Bezeichnung oder die Art des Kulturdenkmals
- Lage: Wenn vorhanden Straßenname und Hausnummer des Kulturdenkmals; Grundsortierung der Liste erfolgt nach dieser Adresse. Der Link Karte führt zu verschiedenen Kartendarstellungen und nennt die Koordinaten des Kulturdenkmals.
 Kartenansicht, um Koordinaten zu setzen – in dieser Kartenansicht sind Kulturdenkmale ohne Koordinaten mit einem roten bzw. orangen Marker dargestellt und können in der Karte gesetzt werden. Kulturdenkmale ohne Bild sind mit einem blauen bzw. roten Marker gekennzeichnet, Kulturdenkmale mit Bild mit einem grünen bzw. orangen Marker.
- Datierung: gibt das Jahr der Fertigstellung beziehungsweise das Datum der Erstnennung oder den Zeitraum der Errichtung an
- Beschreibung: bauliche und geschichtliche Einzelheiten des Kulturdenkmals, vorzugsweise die Denkmaleigenschaften
- ID: Die ID identifiziert das Kulturdenkmal eindeutig. In Thüringen sind aktuell keine IDs veröffentlicht. In der ID-Spalte kann sich auch folgendes Icon  befinden, dies führt zu Angaben zu diesem Kulturdenkmal bei Wikidata.

## Liste der Kulturdenkmale in Waltersleben
| Bild                                    | Bezeichnung                           | Lage                   | Datierung | Beschreibung                             | ID |
| --------------------------------------- | ------------------------------------- | ---------------------- | --------- | ---------------------------------------- | -- |
| BW                                      | Wohnhaus                              | Am Dorftor 10 (Karte)  |           | einzelnes Kulturdenkmal                  |    |
| BW                                      | Wohnhaus                              | Neustadt 4 (Karte)     |           | einzelnes Kulturdenkmal                  |    |
| BW                                      | Nebengebäude                          | Neustadt 4 (Karte)     |           | einzelnes Kulturdenkmal                  |    |
| BW                                      | Mühlstein                             | Wassergraben 4 (Karte) |           | einzelnes Kulturdenkmal                  |    |
| BW                                      | Grenzstein                            | Weite Gasse 10 (Karte) |           | einzelnes Kulturdenkmal                  |    |
| BW                                      | Wohnhaus                              | Weite Gasse 13 (Karte) |           | einzelnes Kulturdenkmal                  |    |
| BW                                      | Stallgebäude                          | Weite Gasse 13 (Karte) |           | einzelnes Kulturdenkmal                  |    |
| weitere Bilder Fotos hochladen          | Evangelische Pfarrkirche Waltersleben | Weite Gasse 25 (Karte) |           | mit Ausstattung; einzelnes Kulturdenkmal |    |
| BW                                      | Kirchhof                              | Weite Gasse 25 (Karte) |           | einzelnes Kulturdenkmal                  |    |
| BW                                      | Grabsteine                            | Weite Gasse 25 (Karte) |           | einzelnes Kulturdenkmal                  |    |
| BW                                      | Einfriedung                           | Weite Gasse 25 (Karte) |           | einzelnes Kulturdenkmal                  |    |
| Direkt Bild zu diesem Denkmal hochladen | Grenzstein Nr. 151                    | Waltersleber Holz      |           | einzelnes Kulturdenkmal                  |    |
| Direkt Bild zu diesem Denkmal hochladen | Grabhügel                             | Waltersleber Holz      |           | einzelnes Kulturdenkmal                  |    |